# Монте (пустиња)
Монте је пустиња која се налази у Јужној Америци у западном и централном делу Аргентине. Захвата површину од око 460.000 km². Према типу подлоге спада у песковите пустиње.